# Łączniczki Okręgu Wilno Armii Krajowej „Kozy”
Łączniczki Okręgu Wilno AK „Kozy” – komórka kwatermistrzowska łączności i ręcznego przerzutu Dowództwa Okręgu Wilno AK.
W 1940 Maria Tomkiewiczówna „Grażyna” zebrała grupę młodych dziewcząt, które oprócz uczestnictwa w tajnym nauczaniu służyły jako kurierki. Najczęściej pośredniczyły w niesieniu pomocy poszkodowanym rodzinom, których żywiciele znaleźli się w więzieniu. Cechował je ogromny patriotyzm i zapał do pracy konspiracyjnej. Zajmowały się również ręcznym przerzutem.
Zakres pracy „Kóz” obejmował łączność z „Legalizacją,” z komórkami Sztabu Komendy Okręgu, przerzuty różnych materiałów (żywności, ubrań, prasy podziemnej, do broni włącznie). Do nich także należał przerzut prasy podziemnej z drukarni do punktów kolportażu.
Łączniczki miały obszerne płaszcze, pod którymi przenosiły paczki gazetek. Do przenoszenia poczty i meldunków miały specjalne torby ze skrytkami. Transportowały również na sankach całą drukarnię „Bostonkę” z kasztami czcionek z Nowego Światu na ul. Filarecką. Po wsypie biura „Legalizacji ”przy ul. Warszawskiej na Nowym Świecie "Kozy" wyniosły w walizkach wyjęte ze skrytek pieczęcie, blankiety i inne materiały niezbędne do produkcji podrabianych dokumentów.
W czerwcu 1942 dwie pracowniczki "Legalizacji", nie mogąc znieść tortur, załamały się i wydały "Grażynę". Została aresztowana przez Gestapo. Pomimo tortur nie zdradziła nikogo. Została rozstrzelana na Ponarach 18 grudnia 1942.
W czerwcu 1943 została odkryta przez Gestapo skrzynka pocztowa przy ul. Hetmańskiej. Aresztowane zostały: „Wojtuś”, „Lusia”, „Maciejowa”, „Jadzia”, „Hanka” oraz „Jadwiga”. W torbach dziewcząt i w skrytkach znaleziono pocztę konspiracyjną. Dziewczęta nie dały się złamać. Hanka Mahrburżanka wyskoczyła przez okno z II piętra gmachu Gestapo od strony Placu Łukiskiego. Na całe życie została kaleką.
Więzione „Kozy” uratowała Alina Augustowska. Łapówka wynosiła 300 rubli w złocie. Dziewczęta zostały wywiezione do obozu w Prowieniszkach. W lipcu 1944 Niemcy, likwidując obóz, rozstrzelali bardzo wielu więźniów. „Kozy” uniknęły śmierci. Pracowały w dalszym ciągu w konspiracji. Część z nich, osądzona, trafiła do sowieckich obozów. Wróciły do kraju dopiero w okresie odwilży po śmierci Stalina.

## "Kozy"

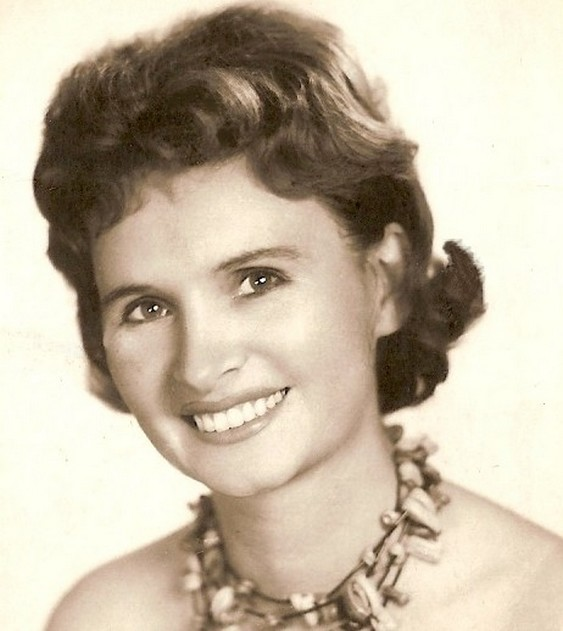
Danuta Janiczak "Sarenka"

- Maria Tomkiewiczówna "Grażyna" (odznaczona Krzyżem Virtuti Militari V klasy)
- Barbara Dudycz „Wojtuś”
- Leokadia Baltroszewicz „Pliszka”
- Irena Fedorowicz „Maciejowa”[3]
- Aleksandra Michalczyk „Oleńska”
- Zofia Owsianko „Zosia”
- Leokadia Barszczewska „Lotka”
- Danuta Janiczak „Sarenka”
- Jadwiga Pawilonis „Jadzia”
- Hanna Mahrburg „Hanka” (odznaczona Krzyżem Virtuti Militari V klasy)
- Bogumiła Szwabowiczówna „Ludka”
- Maria Sarecka „Lusia”